# Pochoir

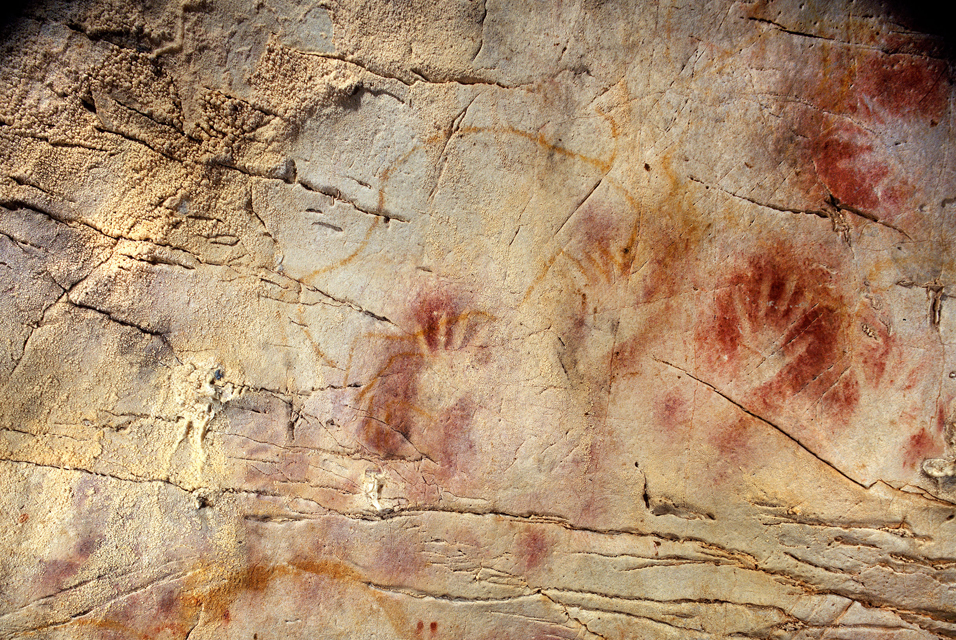
Empreintes de mains préhistoriques réalisées avec la technique du pochoir.

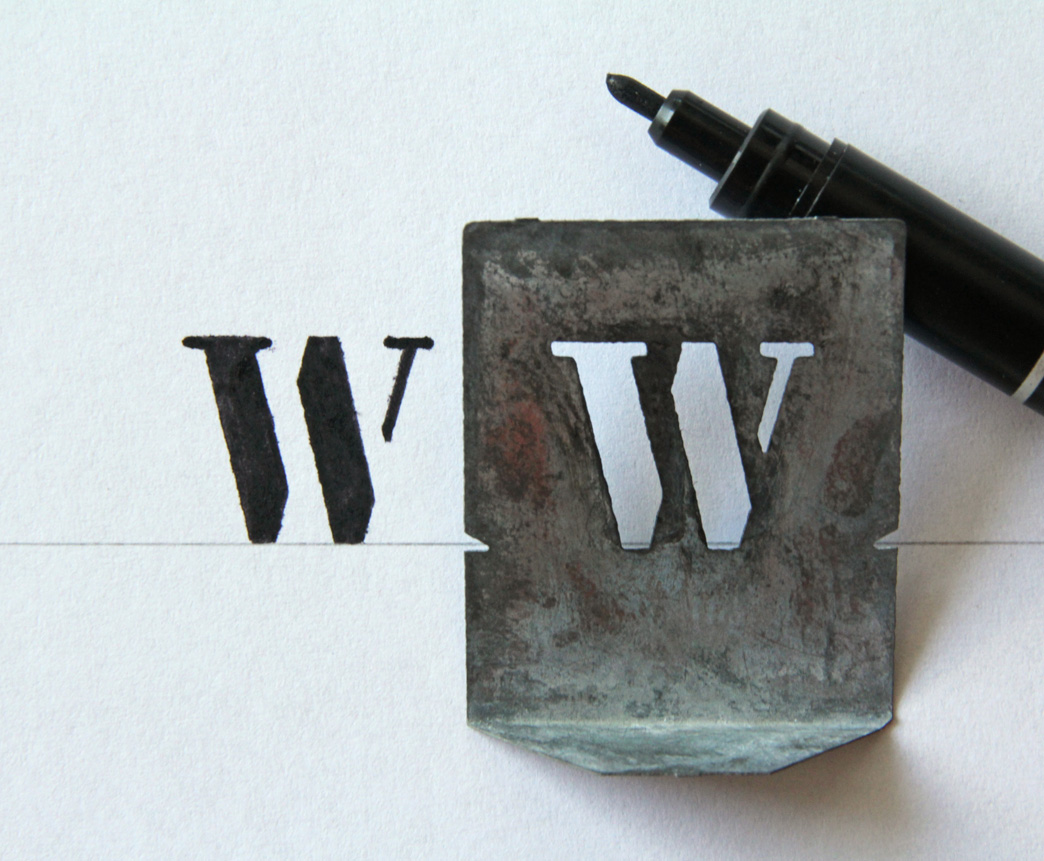
Pochoir en métal et résultat obtenu.

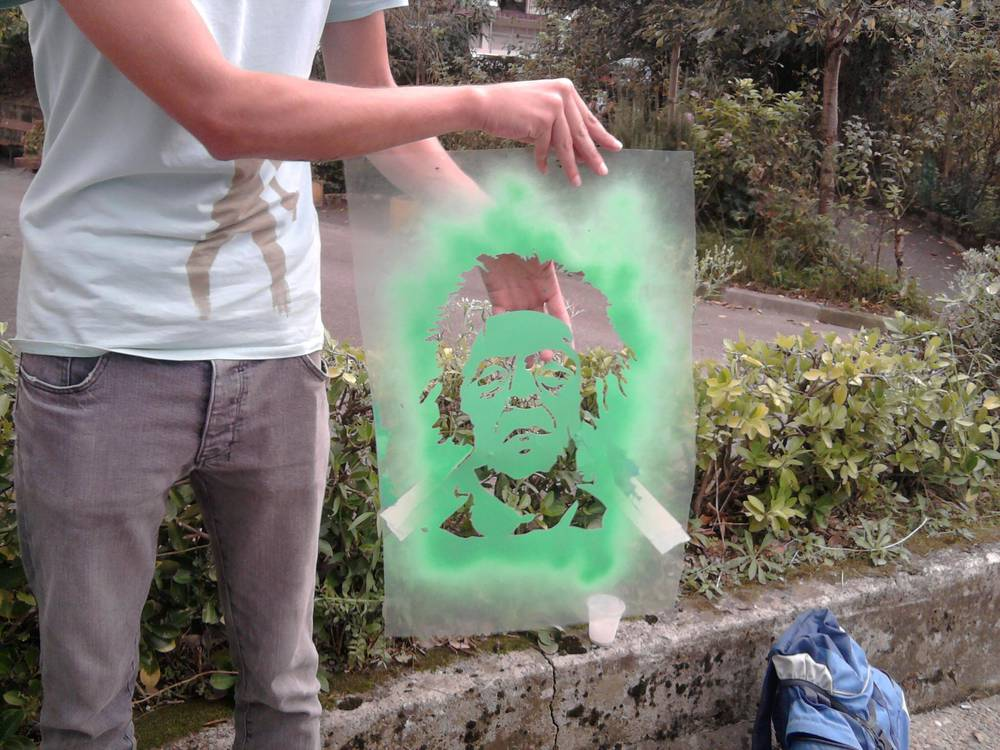
Modèle de pochoir utilisé pour faire des graffitis.

Le pochoir est une technique d'impression qui permet de reproduire plusieurs fois des motifs sur un support par un cache qui empêche la peinture ou l'encre d'atteindre le support, ou encore par un masque dont seules les découpes laissent passer le pigment.
Le pochoir (ou chablon en Suisse) est aussi la « feuille de carton ou de métal découpée, pour colorier avec une brosse, le dessin ayant le contour de la découpure », selon la définition du dictionnaire Larousse en 1874.
Le pochoir est utilisé depuis des siècles à des fins très variées (décorative, éducative, industrielle, artistique, publicitaire, signalétique, protestataire ou par simple commodité). Très fréquemment, on a recours à cette technique pour former des lettres, des chiffres ou des symboles.

## Histoire
On peut donner comme origine du pochoir la technique qu'utilisaient les femmes et les hommes de la préhistoire pour décorer les parois des cavernes en soufflant un pigment sur leur main posée sur le support pour en faire ressortir uniquement les contours, en négatif.
Cette technique a été utilisée dans l'édition dès le XVIIe siècle, en particulier pour l'impression rapide et moins couteuse de textes liturgiques de grand format, tels les livres de chœur.
L'application se faisait manuellement à l'aide d'une brosse, grâce à des pochoirs généralement réalisés dans un alliage de laiton et de zinc.
Au XIXe siècle, la peinture au pochoir à plusieurs caches a été envisagée, sans grand succès, comme moyen d'enseigner l'art de la couleur, sous le nom de coloris au patron et peinture orientale. Le pochoir a aussi servi pour la colorisation photographique et de films de cinéma.
Créée en Chine il y a près d'un millénaire, la sérigraphie a perfectionné le système de l'impression au pochoir. Les découpes fines d'un carton, très fragiles, sont remplacées par un vernis obstruant appliqué sur un écran tendu en soie ou, désormais, en nylon. 
La reproduction par miméographe (« stencil ») a permis, avant le développement massif de la photocopieuse puis de l'imprimante numérique pilotée par ordinateur, l'impression rapide par un pochoir constitué d'une feuille de papier recouvert d'un vernis étanche, rendu poreux par l'empreinte d'un stylo à bille ou une machine à écrire dont on a inactivé le ruban encreur. Le Duplicopieur (« risographie »), est un autre procédé d'impression qui repose lui aussi sur le principe du pochoir.

### Japon

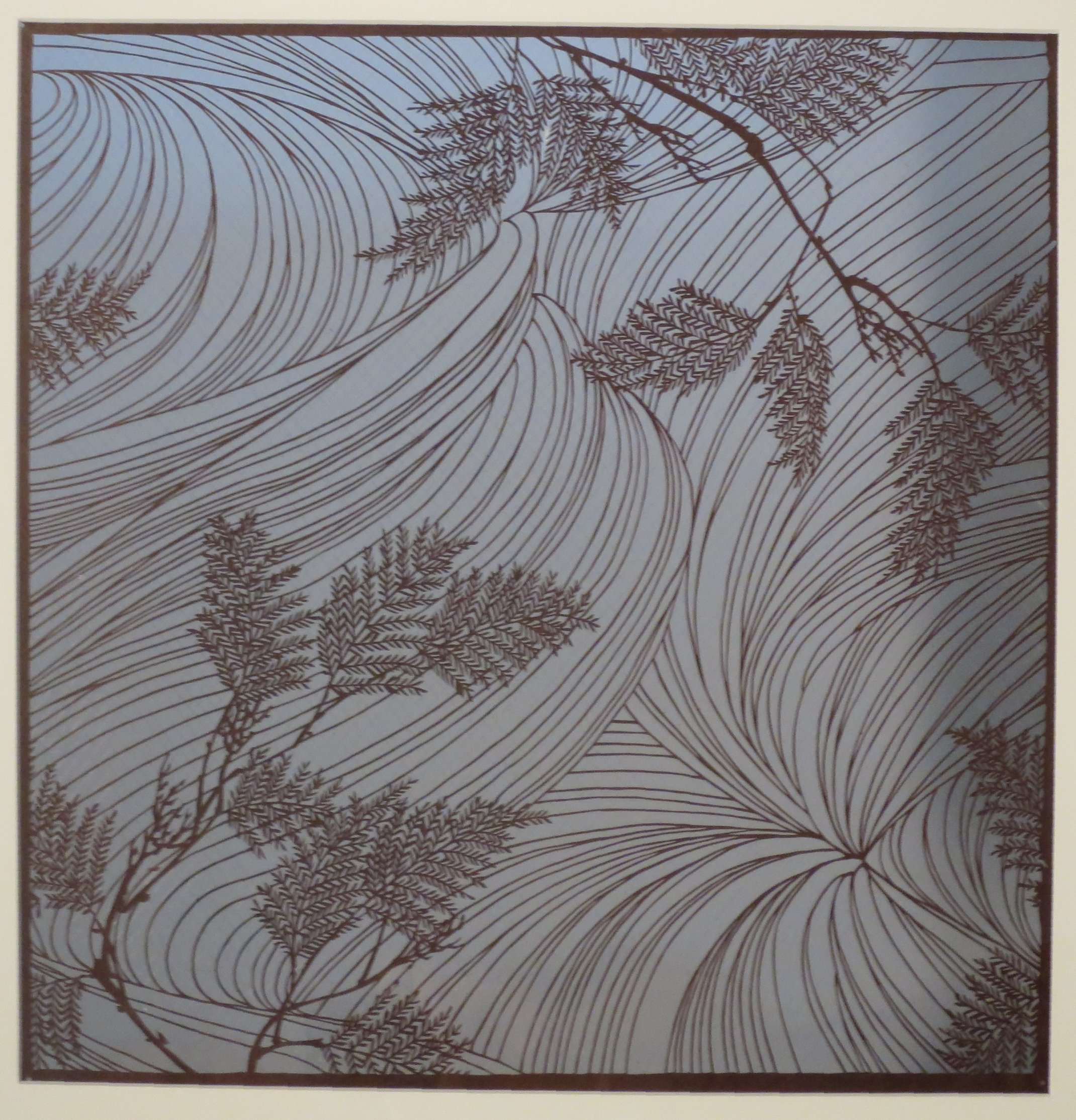
Pochoir katagami.

Le pochoir est utilisé depuis longtemps en Extrême-Orient.
Au Japon, la technique traditionnelle du katazome utilise les pochoirs katagami pour l'impression des tissus donnant un effet décoratif qui rappelle le brocart pour beaucoup moins cher.
Les découpes très fines des cartons sont maintenues en place par des fils de soie ou des crins de cheval, trop fins pour marquer à l'impression. Les pâtes colorées aqueuses s'appliquent sans adhérer au katagami enduit d'une substance hydrophobe.

## Quelques utilisations actuelles

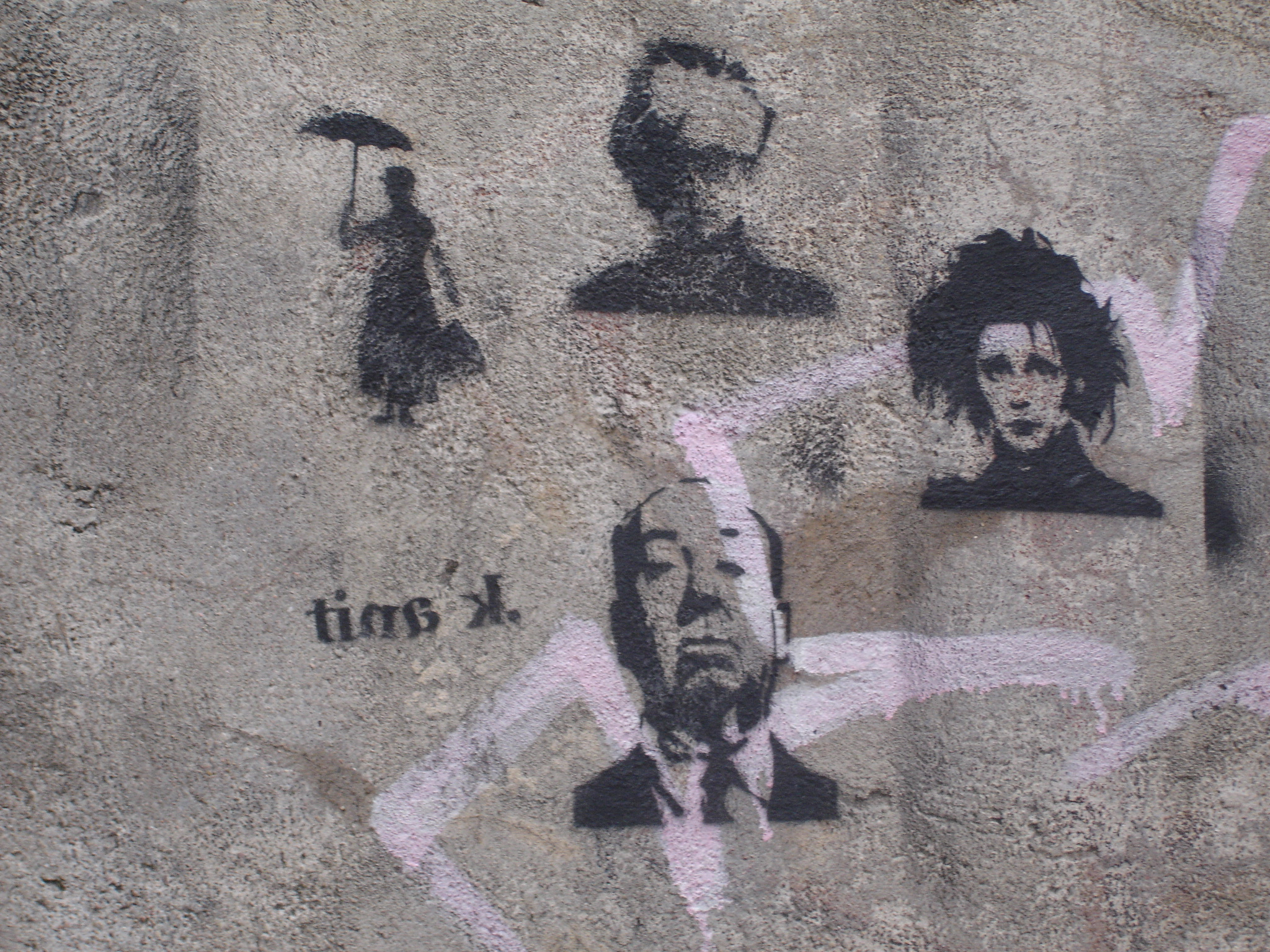
Personnages réalisés au pochoir.

L'utilisation de la technique du pochoir dans notre société est encore courante même si elle peut passer inaperçue.
Son usage en dehors du cercle de « l’art de la rue » se conserve quelque peu, bien que remplacé par la sérigraphie, en d'autres temps, et aujourd'hui par les nouvelles formes de reproduction informatique.
On retrouve certains marquages publics comme « DÉFENSE D'AFFICHER - LOI DU 21 JUILLET 1881 » sur les murs, ou l'indication « PAYANT » sur le sol de places de stationnement.
En pâtisserie, des pochoirs sont utilisés pour décorer de chocolat les entremets ou les gâteaux

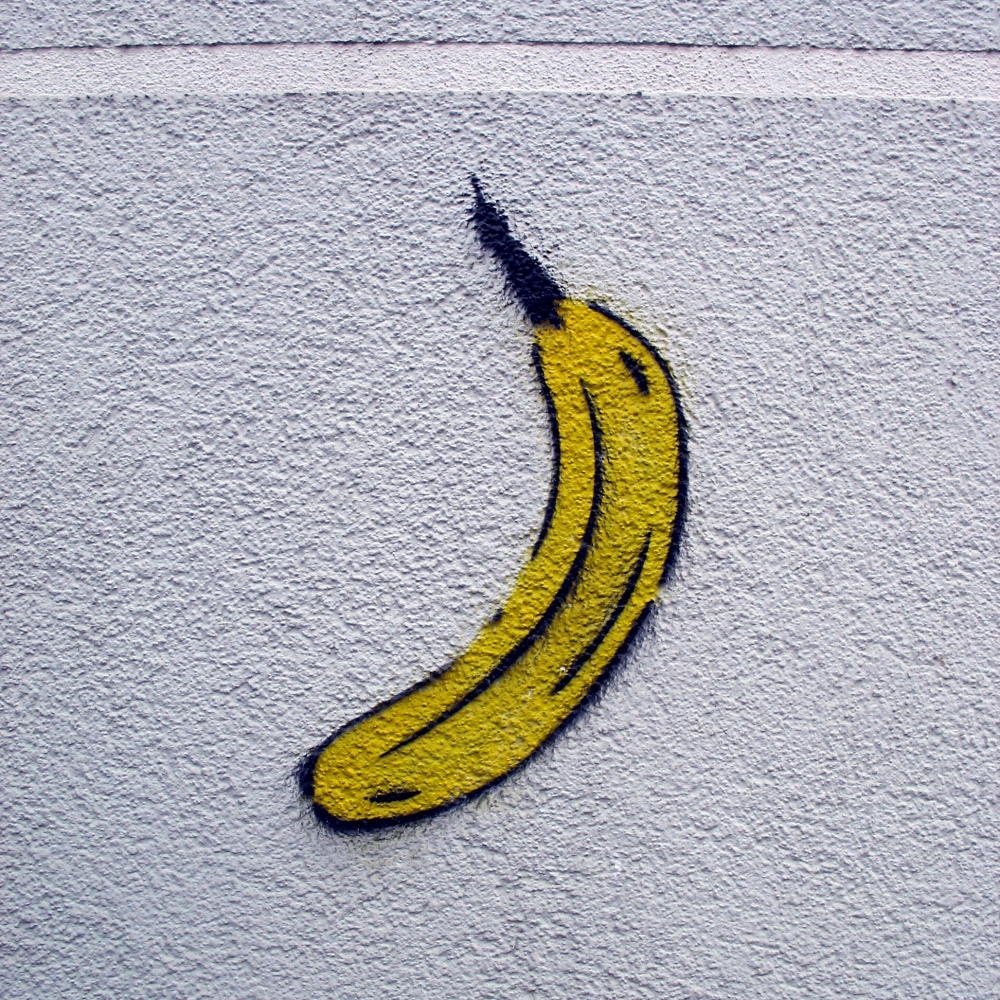
Graffiti réalisé avec deux pochoirs, un pour chaque couleur.

Très en vogue depuis les années 2000, l'art du “fait maison” (ou home déco) s'accorde particulièrement avec le pochoir : pour personnaliser ses objets, sa décoration intérieure ou même ses vêtements de manière harmonisée. Le pochoir permet de réaliser facilement des décorations personnalisées pour tous les loisirs créatifs en vogue (scrapbooking, carterie, toiles, home-staging, objets de récupération, transformation de meubles…)[réf. nécessaire]

## Le pochoir pratiqué commeart
Quelques artistes ont utilisé la technique du pochoir dans la deuxième moitié du XXe siècle, inspirés par le phénomène des « ombres » d'Hiroshima ; c'est en particulier le cas de Yves Klein avec son œuvre-hommage Hiroshima, et des premiers travaux de Ernest Pignon-Ernest.
La discipline, une des plus importantes de l'art urbain apparaît de manière régulière vers la fin du XXe siècle dans plusieurs villes du monde, dont Montpellier vers 1968, et au début des années 1980 à Paris. Dans les années 1980, la continuité d'action de rue et la multiplication des supports de conservation d'images, via la photographie, entraînent alors une sorte de suivi des « traces urbaines » au moins pour Paris.
Naissent alors plusieurs « noms » du pochoir. Blek le rat est souvent désigné comme point de départ du mouvement parisien au début de 1980, mais Marie Rouffet en 1982 dit en avoir vus avant au Canada, Jef Aérosol a également commencé indépendamment de Paris en 1982 à Tours.
On le nomme « graffiti au pochoir », « pochoir urbain » ou « pochoir de rue », historiquement associé à la figuration libre.
Les pochoiristes sont souvent des peintres de rue, utilisant une matrice de carton ou de métal, pour reproduire des dessins sur les murs, ou toute autre surface plane. Au début des années 1980, Paris voit apparaître une myriade d'artistes s'exprimant sur les murs. Ce mouvement du graffiti urbain connaît aujourd'hui des artistes reconnus par les circuits officiels et une communauté bien plus large d'individus s'exprimant pour des raisons aussi variées qu'il existe de couleurs.
Les grands pochoiristes des années 1980 comptent Blek le rat, Epsylon Point, Jef Aérosol, Mix Mix, Miss.Tic, Marie Rouffet, Jean Bombeur, Jérôme Mesnager, Paul Etherno, Hervé Morlay (dit VR), Nice Art, Surface Active, Midnight Heroes, les Nuklé-Art, Kim Prisu, Kriki, le Rire du Fou, les Potaches pocheurs, Daniel Bellec dit Roger Dimanche…
Les années 1990 voient apparaître notamment Némo, Hao, Zao, le collectif Splix (Pixal Parazite, Spliff-Gâchette), Laszlo, Sorcière, Mosko…

## Technique

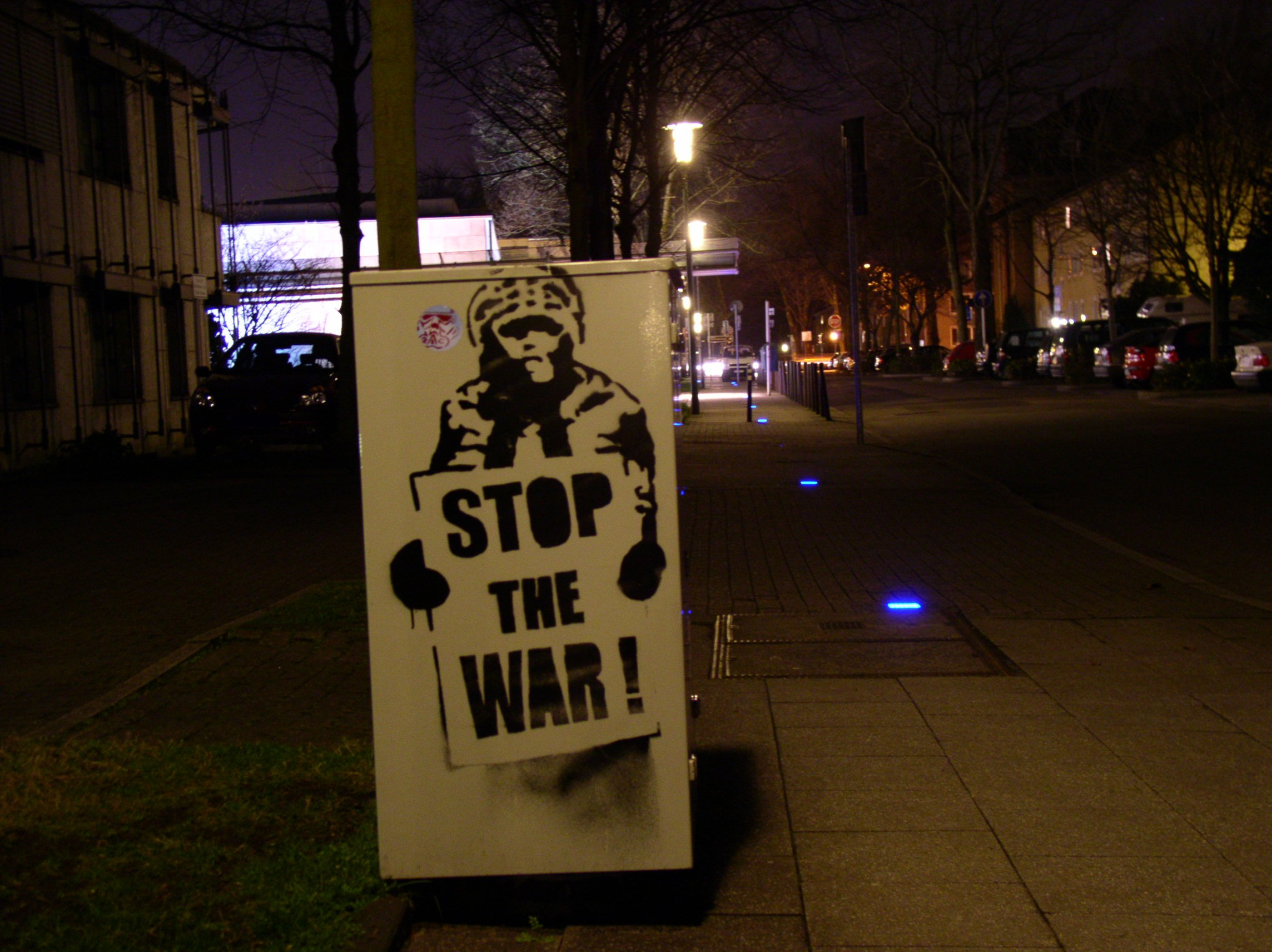
Graffiti pacifiste au pochoir.

L'utilisation de la technique du pochoir peut se découper en deux grandes étapes :
1. La découpe, comprenant :
  - le choix du motif à reproduire,
  - le choix du matériau,
  - la découpe proprement dite ;
2. L'application, comprenant :
  - le choix du support,
  - le choix du type de couleur,
  - l'application proprement dite.

### Choix du motif
L'image destinée à être reproduite peut être dessinée ou récupérée (photo, magazine, affiche…).
Suivant le matériau dans lequel sera fait le pochoir, un choix doit être fait entre l'utilisation d'un calque pour copier l'image, ou la découpe directe d'après le master de l'image photocopiée ou dessinée.
Le motif peut également être retravaillé pour différencier des zones de couleurs similaires et créer une série de calques (un par couleur).

### Choix du matériau
Le pochoir peut être découpé dans divers matériaux :
- papier ou carton huilé (on trouve encore ce type de support pour des pochoirs actuels) ;
- plastique ou acétate ou composite polyéthylène ;
- feuille de métal (généralement découpe chimique, ne supporte pas la pliure);
- bois (généralement grands pochoirs peu détaillés).

On peut trouver facilement sur le marché différents types de pochoirs réalisés dans des plastiques ou des dérivés (pvc, acétate, mylar, composite…) : plus ou moins souples, parfois adhésifs et plus ou moins épais. Il est plus rare de trouver des pochoirs bois ou carton huilé.
Plus le pochoir est souple, plus il s'appliquera facilement sur des surfaces imparfaites et courbes. Plus il est fin, plus il sera facile d'obtenir un bon résultat. Certains pochoirs sont adhésifs, les autres peuvent être rendus adhésifs en pulvérisant une colle en bombe. Les surfaces n'étant jamais parfaitement propres, l'adhésif se chargera peu à peu de poussière et perdra de son efficacité, il conviendra alors de pulvériser de nouveau de la colle. Le pochoir adhésif ou rendu adhésif évite les bavures dans une certaine mesure. Il est nécessaire sur certains matériaux très lisses.[réf. nécessaire].

### Découpe
Pour la découpe manuelle, on peut utiliser un couteau à lame rétractable à lame la plus fine possible, un scalpel, une scie à chantourner, ou des ciseaux. Des machines peuvent être programmées pour découper des motifs dans du métal, du bois ou du plastique très rigide.

#### Textes et lettres dans le pochoir

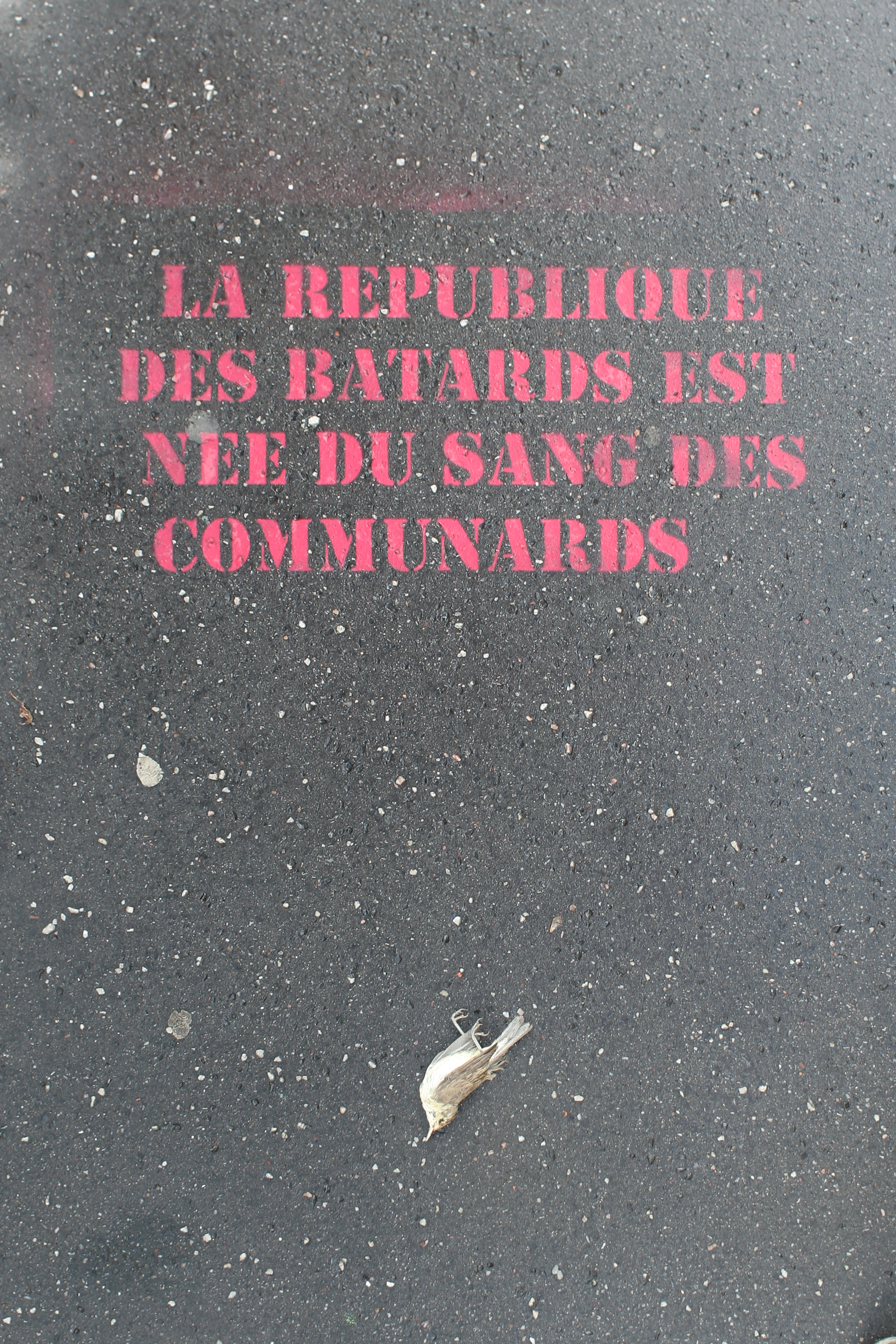
Texte au pochoir.

Dans une police « classique », il y a deux types de lettres : les lettres ouvertes (C E I M N S Z…) et les lettres fermées (A O P Q R…). Certaines peuvent être ouvertes ou fermées, suivant qu'elles sont en majuscules ou minuscules : r et R, g et G…
Exemples de police pochoir :
- les points de retenue des formes intérieures sont déjà prévus, dans ce cas ce sont les intérieurs qui seront découpés et donc peints ;
- exemple inverse, ici ce sont les extérieurs qui sont découpés et donc peints. Les contours des lettres seront colorisés et rendront les lettres lisibles.

Ce principe d'intérieur/extérieur s'applique également à l'interprétation d'un portrait, ou de toute autre forme.

#### Ombres et volumes
Une image est généralement constituée d'un ensemble de lignes qui compose la forme du sujet. À ces lignes peuvent s'ajouter des ombres, jeux de tonalités qui reproduisent le volume et la perspective d'un espace tridimensionnel sur une surface généralement plane.
Dans sa notion basique, la découpe d'une forme pochoir consiste à retraduire une image en une seule couleur. Il est donc plus simple d'interpréter des images composées d'aplats de 1 ou 2 couleurs.

#### Portrait
Plus un corps humain a de volumes, plus les pièces à découper sont faciles à trouver. Il faut donc s'appuyer sur les éléments musculaires et l'ossature. Les dessins de BD à la mode Conan ou Rahan offrent des formes musculaires marquées donc simples à découper. Une tête repose sur les mêmes contraintes. Ainsi, un visage lisse sans signe particulier sera plus dur à interpréter, ou plutôt à reconnaître.
L'élément de réflexion central d'un portrait doit porter sur les caractéristiques qui font le visage, les signes particuliers : oreilles, nez, bouche, barbe, menton, front, joues, yeux, dents… Certaines parties peuvent être difficiles de par leur finesse, yeux, intérieurs d'oreilles… et peuvent donc nécessiter un agrandissement.

### Mise en couleur

Le dessin sur pochoir, et les possibilités avec les différentes parties.

Il est possible d'utiliser les deux parties du pochoir, la partie découpée, et le contour de la partie découpée, afin d'obtenir deux effets distincts.
- Aérosols : rapide d'exécution, séchage rapide. La bombe aérosol est la technique la plus utilisée pour le pochoir urbain. Les bombes de peinture acrylique qui ne brûlent pas le plastique, polytérenes et autres sont plus onéreuses. Néanmoins, ce médium est assez nocif pour l'environnement et pour l'utilisateur (cirrhoses), d'où l'utilisation fréquente de masques.
- Propulsion sans aérosol : brosse à dents, pigments soufflés…
- Éponge : avec de la peinture à l'acrylique, par tapotement.
- Pinceau : il existe des pinceaux spécialement conçus pour cet usage (plats et à poils durs implantés en rond). Un rouleau ou une brosse peuvent aussi être utilisés, enduits de peinture ou de craie.
- Stylo : un stylo ou un crayon peut être utilisé pour simplement suivre les contours du motif.

## Statut juridique
Le statut juridique du street art est complexe et peut fortement varier selon les pays.
Il faut souligner dans certains pays la privation des droits d'auteur d'œuvres qui ont été réalisées dans l'illégalité, comme des pochoirs réalisés en France sans l'autorisation du propriétaire du support.